# Điểm tới hạn lỏng–lỏng
Điểm tới hạn lỏng–lỏng (tiếng Anh: liquid–liquid critical point, hay LLCP) là điểm cuối của đường chuyển pha lỏng–lỏng (LLPT); nó là một điểm tới hạn nơi hai loại cấu trúc cục bộ cùng tồn tại với tỷ lệ thống nhất chính xác. Giả thuyết này lần đầu tiên được phát triển bởi Peter Poole, Francesco Sciortino, Uli Essmann và H. Eugene Stanley ở Boston để có được sự hiểu biết định lượng về số lượng lớn những đặc điểm bất thường của nước.